# 天国への扉 (ボブ・ディランの曲)
「天国への扉」 (てんごくへのとびら、Knockin' on Heaven's Door)は、ボブ・ディランの楽曲。映画『ビリー・ザ・キッド/21才の生涯』のサウンドトラック・アルバム『ビリー・ザ・キッド』に収録、シングルとして1973年にリリースされた楽曲。ビルボード Hot 100 のシングル・チャートで12位を記録した。
2004年に、『ローリング・ストーン(Rolling Stone)』誌が選んだ「ローリング・ストーンの選ぶオールタイム・グレイテスト・ソング500」では、190位にランクされている。

## 解説

### 歌詞
西部劇映画『ビリー・ザ・キッド/21才の生涯』（1973年、MGM、監督: サム・ペキンパー）への楽曲提供であることから、歌詞は米国西部開拓時代のガンマンが「視界がだんだん暗くなり、今まさに天国への扉をノックしている。バッジや銃はもう使えない」と、死に行く際の心境を歌っている。
ただし、リフレインにおける「Knock, knock, knockin' on heaven's door」を4回繰り返す箇所は、1986年のTrue Confession Tour以降、ライブでは、"Knock …"を3回繰り返した後、「Just like so many times before」と歌詞を変えて歌われる場合がある（例外的に、30周年記念コンサートではオリジナル通りに4回繰り返すに留まった）。映画においては、この部分で"knockin"を反復することで、暴力的な感覚を生み出し、差し迫った死を示唆する効果があった。変更された"Just like …"の部分は、果てしない生と死の循環に対する感謝と祝福を聞き手に考えさせるとされる。

### 楽曲
ディランのオリジナル楽曲は、キーG（ト長調）のコード4つから構成される。基本パターンは G-D-Am7-Am7 と G-D-C-C の繰り返し。

### 収録アルバム

#### スタジオ録音
- ビリー・ザ・キッド（1973年）
- 傑作（1978年）
- バイオグラフ（1985年）
- グレーテスト・ヒット第3集（1994年）
- エッセンシャル・ボブ・ディラン（2000年）
- DYLAN（2007年）

#### ライブ録音
- 偉大なる復活（1974年）1974年、ザ・バンドとの共演
- 武道館（1978年）1978年、日本公演
- ディラン&ザ・デッド（1989年）1987年、グレイトフル・デッドとの共演
- 30〜トリビュート・コンサート（1993年）1992年、30周年記念コンサートで出演者全員との共演
- MTVアンプラグド（1995年）1994年、スタジオ・ライブ
- ボブ・ディラン・ライヴ! 1961-2000（2001年）同『偉大なる復活』
- ローリング・サンダー・レヴュー（2002年）1975年、マサチューセッツ州でのライブ、歌詞が異なる

## カバー

### エリック・クラプトンによるカバー
エリック・クラプトンは、1975年にシングルとしてリリース、アルバム『ベスト・オブ・エリック・クラプトン』 - Time Pieces: The Best of Eric Clapton （1982年）に収録。1977年4月ロンドンでのライブ演奏がアルバム『アンソロジー 2 : ライヴ・イン・セヴンティーズ』 - Crossroads 2: Live in the Seventies （1996年）に収録されている。1989年、映画『リーサル・ウェポン2／炎の約束』のサウンドトラックとして、クラプトンとデヴィッド・サンボーンがバック演奏を担当し、ランディ・クロフォードが歌って新バージョンを録音、シングルとしてもリリースされた。

### ガンズ・アンド・ローゼズによるカバー
ガンズ・アンド・ローゼズは、1987年からライブで演奏。1990年に映画『デイズ・オブ・サンダー』のサウンドトラックとしてスタジオ録音し、1991年のアルバム『ユーズ・ユア・イリュージョンII』に収録、アルバムからの第2弾シングルとしてリリースされ、全英シングル・チャート2位を記録した。1992年『フレディ・マーキュリー追悼コンサート』でのライブ演奏が、アルバム『ライヴ・エラ'87〜'93』（1999年）に収録されている。

### ダンブレン・トリビュート
1996年3月、英国スコットランド・ ダンブレン市にある小学校が、1人の男に襲撃され16人の子供と先生1人が殺される悲劇が起きた。同じダンブレンのミュージシャン、テッド・クリストファー（Ted Christopher）は、この事件の悲しみが忘れてしまわれないよう、ディランの了承のもとで新たな歌詞を加え、被害者の兄弟姉妹のコーラス、マーク・ノップラーのギターでカバー・バージョンを録音。シングルとして12月9日にリリースされ、全英シングル・チャート1位を記録した。この曲の収益金は、子供達のためにチャリティとして送られている。

### その他

#### 海外
- グレイトフル・デッド
- ボン・ジョヴィ
- アヴリル・ラヴィーン
- エアロスミス
- アレサ・フランクリン
- ジュディ・モワット
- ピンク・フロイド
- ランディ・クロフォード
- U2
- ブライアン・フェリー
- アラーム
- テレヴィジョン
- マーク・ノップラー
- ブルース・スプリングスティーン
- ベイビーフェイス
- ロジャー・ウォーターズ
- ボブ・マーリー
- ドリー・パートン
- レニングラード・カウボーイズ
- バーズ
- ボー・ジョック
- ウォーレン・ジヴォン
- ペトル・カランドラ（Petr Kalandra、歌詞はチェコ語）など。
- 유미（Youme：オ・ユミ）

カバーではないが、全英シングル・チャート1位を記録した ガブリエル のシングル "Rise" （2000年）は、「天国への扉」をサンプリングしている。

#### 日本
- KUWATA BAND
- SION
- アンジェラ・アキ
- 石川セリ
- 上田正樹
- 遠藤ミチロウ
- 近藤房之助
- 村上“ポンタ”秀一
- 真島昌利
- 桑田佳祐など。

2009年、日本映画『ヘブンズ・ドア』の主題歌に、日本語歌詞を加えたアンジェラ・アキのカバー曲が使用されている。また、主演の長瀬智也は、映画公開と同時期に「MTVアンプラグド」にソロで出演した際、「天国への扉」も歌い、着うたで配信された。

## 主題歌・挿入歌として
主題歌・挿入歌として多くの映像作品の中で使用されている。
| 映画 / テレビ・ドラマ                                                                                        | 年     | アーティスト                                                        |
| --- | ------ | ------------------------------------------------------------------- |
| ビリー・ザ・キッド / 21才の生涯                                                                              | 1973年 | ボブ・ディラン                                                      |
| Renaldo & Clara                                                                                              | 1978年 | ボブ・ディラン&ロジャー・マッギン                                   |
| リーサル・ウェポン2/炎の約束                                                                                 | 1989年 | ランディ・クロフォード、エリック・クラプトン&デヴィッド・サンボーン |
| デイズ・オブ・サンダー                                                                                       | 1990年 | ガンズ・アンド・ローゼズ                                            |
| Rush | 1991年 | ボブ・ディラン                                                      |
| キャメロット・ガーデンの少女 - Lawn Dogs                                                                     | 1997年 | ボブ・ディラン                                                      |
| Ahava Asura (aka The Dybbuk of the Holy Apple Field)                                                         | 1997年 | ロジャー・ウォーターズ                                              |
| ノッキン・オン・ヘブンズ・ドア（ドイツ）                                                                     | 1997年 | Selig                                                               |
| 僕の彼女を紹介します（韓国）                                                                                 | 2004年 | Youme                                                               |
| Be Cool/ビー・クール                                                                                         | 2005年 | ボブ・ディラン                                                      |
| Las Vegas（エピソード45、"Letters, Lawyers and Loose Women"）                                                | 2005年 | ボブ・ディラン                                                      |
| シックス・フィート・アンダー（エピソード60、"All Alone"）                                                    | 2005年 | ボブ・ディラン                                                      |
| ER緊急救命室 （エピソード260、"Darfur"）                                                                     | 2006年 | Scoob Serious                                                       |
| サルバドールの朝                                                                                             | 2006年 | ボブ・ディラン                                                      |
| アイム・ノット・ゼア                                                                                         | 2007年 | Antony & the Johnsons                                               |
| スーパーナチュラル（エピソード35、"Houses of the Holy"）                                                     | 2007年 | ボブ・ディラン                                                      |
| Big Love（エピソード2-08、"Kingdom Come"）                                                                   | 2007年 | ボブ・ディラン                                                      |
| マイネーム・イズ・アール （シーズン3エピソード15、"I Won't Die with a Little Help from My Friends: Part 2"） | 2008年 | ボブ・ディラン                                                      |
| ヘブンズ・ドア（日本）                                                                                       | 2009年 | アンジェラ・アキ                                                    |